# Megatrygon microps
Megatrygon microps es una especie de pez de la familia Dasyatidae.

## Morfología
Los machos pueden llegar alcanzar los 320 cm de longitud total.

## Hábitat
Es un pez de aguas profundas y demersal.

## Distribución geográfica
Se encuentra en Australia, Bangladés, la India, Malasia y Mozambique, incluyendo el estuario del río Ganges. 

## Uso comercial
Se utiliza la carne, el cartílago y, probablemente también, la piel. 